# 钢铁桥
31°32′58″N 120°19′20″E / 31.54932°N 120.32210°E
钢铁桥，是位于中华人民共和国江苏省无锡市梁溪区的一座大桥，为金石路跨京杭大运河支流古运河的桥梁。

## 特点
1958年，当时恰逢大炼钢铁运动，政府在无锡县南郊建立无锡钢铁厂，为解决工厂的交通，在南长街与钢铁厂之间的古运河上新建，并命名为“钢铁桥”，而其最初是座木桥。之后改建为混凝土桥，长37.53米，宽24米。